# 八鱼乡
八鱼乡是中国陕西省渭南市大荔县下辖的一个乡。2011年，八鱼乡被撤销，辖境并入羌白镇。
1862年，同治陝甘回變，回族對漢人的大屠殺由此處開始。

## 行政区划
八鱼乡下辖以下行政区：
八鱼村、罗何村、伴道村、南庄村、阿寿村、东营村、西营村、小庄村。